# Мислина (Хорватія)
42°59′ пн. ш. 17°36′ сх. д. / 42.98° пн. ш. 17.60° сх. д.
Мислина (хорв. Mislina) — населений пункт у Хорватії, у Дубровницько-Неретванській жупанії у складі громади Зажаблє.

## Населення
Населення за даними перепису 2011 року становило 50 осіб.
Динаміка чисельності населення поселення: